# 小瀬大橋
小瀬大橋（おぜおおはし）は、広島市安佐南区にある橋。1983年開通。

## 概要

### 地理
古川にかかる広島市安佐南区川内から安佐南区中須を結ぶ道路橋（桁橋）。
広島県道459号が小瀬大橋を通過する。

### 基礎データ
- 車道部 - 長さ：57.2m 幅員：12.8m
- 管理者 - 広島市

### 交通量
- 自動車の1日平均通行数[注 1]
  - 3,315台（平成27年度）[注 2]